# Liste der Baudenkmale in Haßbergen
In der Liste der Baudenkmale in Haßbergen sind alle Baudenkmale der niedersächsischen Gemeinde Haßbergen aufgelistet. Die Quelle der  Baudenkmale ist der Denkmalatlas Niedersachsen. Der Stand der Liste ist der 29. Oktober 2020.

## Allgemein
In den Spalten befinden sich folgende Informationen:
- Lage: die Adresse des Baudenkmales und die geographischen Koordinaten. Kartenansicht, um Koordinaten zu setzen. In der Kartenansicht sind Baudenkmale ohne Koordinaten mit einem roten Marker dargestellt und können in der Karte gesetzt werden. Baudenkmale ohne Bild sind mit einem blauen Marker gekennzeichnet, Baudenkmale mit Bild mit einem grünen Marker.
- Bezeichnung: Bezeichnung des Baudenkmales
- Beschreibung: die Beschreibung des Baudenkmales. Unter § 3 Abs. 2 NDSchG werden Einzeldenkmale und unter § 3 Abs. 3 NDSchG Gruppen baulicher Anlagen und deren Bestandteile ausgewiesen.
- ID: die Objekt-ID des Baudenkmales
- Bild: ein Bild des Baudenkmales, ggf. zusätzlich mit einem Link zu weiteren Fotos des Baudenkmals im Medienarchiv Wikimedia Commons. Wenn man auf das Kamerasymbol klickt, können Fotos zu Baudenkmalen aus dieser Liste hochgeladen werden:

## Haßbergen

### Einzelbaudenkmale
| Lage                                       | Bezeichnung | Beschreibung | ID       | Bild           |
| ------------------------------------------ | ----------- | --- | -------- | -------------- |
| Kapellenstraße 52° 43′ 53″ N, 9° 13′ 36″ O | Kapelle     | Der Vorgängerbau der heutigen Marienkapelle wurde wahrscheinlich zum Ende des 14. Jahrhunderts erbaut. Der Nachfolgebau aus dem beginnenden 16. Jahrhundert ist ein einfacher Saalbau aus Backstein mit einem Polygonschluss. | 31042566 | Weitere Bilder |
| Kohlstraße 19 52° 43′ 46″ N, 9° 13′ 39″ O  | Wohnhaus    | Das zweigeschossiger Fachwerkgebäude aus Backstein mit hellen und geputzten Gefachen unter einem Walmdach, das nach allen Seiten auskragt, wurde Ende des 18. Jahrhunderts errichtet.                                         | 31042587 |                |